# هاني مطاوع
أ.د هاني عبد الرؤوف مطاوع (9 أغسطس 1944 - 28 أغسطس 2015) مخرج ومؤلف مسرحي وأستاذ أكاديمي مصري. من أشهر أعماله مسرحية شاهد ما شفش حاجة التي شارك بها الفنان عادل إمام والفنان عمر الحريري.

## عن حياته
متزوج وله إبنتان، الكبرى حاصلة على بكالوريوس التسويق، والصغرى حاصلة على بكالوريوس إدارة الأعمال والكومبيوتر.
حائز على جائزة الدولة التقديرية في الفنون لعام 2009.

## المؤهلات الدراسية
- بكالوريوس المعهد العالى للفنون المسرحية يونيو 1966- قسم التمثيل والإخراج (الأول على المعهد بأقسامه الثلاثة).
- ماجستير الفنون الجميلة في الإخراج المسرحي من جامعة أيوا الأمريكية 1978، ودكتوراه الفلسفة في النقد الدرامي ونظريات العرض المسرحى من جامعة ولاية فلوريدا بالولايات المتحدة الأمريكية 1985.
- أستاذ (الإخراج المسرحي)متفرغ (في أكاديمية الفنون).

## الوظائف السابقة والخبرات في التدريس
- تدرج في وظائف هيئة التدريس بأكاديمية الفنون بعد تعيينه معيداً 1967، حتى حصوله على درجة الأستاذية في أغسطس 1991.
- قام بالتدريس في المؤسسات العلمية التالية: أكاديمية الفنون بالقاهرة – كلية الآداب بجامعة الإسكندرية - مركز إعداد الرواد بالثقافة الجماهيرية المصرية- المعهد العالي للفنون المسرحية بدوله الكويت – كلية الآداب بجامعة السلطان قابوس – كلية المسرح بجامعة ولاية فلوريدا الأمريكية- قسم علوم المسرح بكلية الآداب جامعة حلوان.

## المناصب التي شغلها
- رئيس قسم الفنون المسرحية بالمعهد العالي للفنون المسرحية- أكاديمية الفنون بالقاهرة سابقاً.
- رئيس قسم الفنون المسرحية بكلية الآداب – جامعه السلطان قابوس سابقاً.
- وكيل وزارة الثقافة المصرية الأسبق لقطاع الفنون الشعبية الاستعراضية سابقاً.
- رئيس البيت الفنى للمسرح بوزارة الثقافة (وكيل وزارة) سابقاً.
- رئيس أكاديمية الفنون السابق.

## عضوية اللجان
- لجان انضم اليها لشخصه:

1. عضو المحكمة الادارية العليا التابعة لمجلس الدولة (الدائرة المختصة بشؤون الأحزاب السياسية) في الفترة من سبتمبر2005 حتى سبتمبر 2007.
2. عضو اللجنة الرئيسية للمجالس القومية المتخصصة.
3. عضو شعبة الفنون بالمجالس القومية المتخصصة.
4. عضو لجنة الفنون باتحاد الإذاعة والتليفزيون المصرى سابقاً.
5. الرئيس السابق لمهرجان المسرح العربي للهواة (لثلاث سنوات متتالية).
6. عضو لجنة التحكيم الدولية في مهرجان القاهرة الدولي للمسرح التجريبي.
7. رئيس لجنة تحكيم المهرجان القومي للمسرح المصري (الدورة الرابعة)، وعضو لجنة تحكيم نفس المهرجان في سنته الأولى
8. رئيس أو عضو لجنة تحكيم الكثير من مهرجانات المسرح العماني والخليجي.

## لجان كانت تضمه بحكم الوظيفة التي كان يشغلها
1. عضو مجلس إدارة المركز الثقافى القومى (دار الأوبرا المصرية) سابقا
2. عضو المجلس الأعلى للثقافة سابقاً.
3. عضو لجنة المسرح بالمجلس الأعلى للفنون والآداب.

## الخبرات الفنية والأدبية
- كتب عدداً من الدراسات والمقالات النقدية وشارك في العديد من المهرجانات المسرحية والمؤتمرات العلمية بالأبحاث والمداخلات، وله إسهامات في الكتابة للسينما، وقد فاز بجائزة الدولة التشجيعية في النقد المسرحي عام 1996 عن كتابه: قراءات جديدة في مسرحيات قديمة.[1]
- ألف للمسرح، كما أعد عددا من المسرحيات عن نصوص أجنبية، وفيما يلي بيان بمؤلفاته للمسرح:

1. حكاية فرفورية، مسرحية ألفها عام 1967
2. مدرسة الأزواج، إعداد درامي لمسرحية موليير، وقد قدمت على خشبة المسرح القومي عام 1972
3. رسائل لم تكتب، مسرحية ألفها بالاشتراك مع جمال عبدالمقصود وقدمت على خشبة المسرح الحديث عام 1974 بعنوان رحلة مع الحبايب من إخراج كمال ياسين.
4. يا مالك قلبي بالمعروف، مسرحية ألفها وأخرجها لفرقة عبدالمنعم مدبولي المسرحية عام 1976.
5. يا مسافر وحدك، مسرحية ألفها عام 1998.
6. آخر همسة، مسرحية ألفها عام 2000.
7. قصة حب، إعداد درامي لمسرحية ناظم حكمت فرهارد وشيرين، قدم على مسرح الغد من إخراجه عام 2007.
8. كتب مسرحية كوابيس صينية، وهي مسرحية مستوحاة من مسرحية سور الصين العظيم لماكس فريش.

## الجوائز
- جائزة الدولة التقديرية في الفنون لعام 2009.[1]

### التمثيل
مثل في عمل واحد وهو مسلسل الصندوق الاسود الذي عرض عام 2015

### التأليف
- فيلم قطة على نار 1977م (الحوار)، بطولة نور الشريف وبوسي وفريد شوقي وليلى طاهر ومريم فخر الدين وشريهان
- مسرحية يا مسافر وحدك 1998م، بطولة نور الشريف ومنى زكي وندى بسيوني

### الاخراج
- مسرحية شاهد ما شفش حاجة 1976م، بطولة عادل امام وعمر الحريري
- مسرحية خشب الورد 1986م، بطولة محمود عبد العزيز وعبد المنعم مدبولي وإلهام شاهين وأشرف عبد الباقي
- مسرحية جوز ولوز 1993م، بطولة أحمد بدير وحسن حسني وعايدة رياض وسعاد نصر
- مسرحية يا مسافر وحدك 1998م، بطولة نور الشريف ومنى زكي وندى بسيوني
- مسرحية حكيم عيون 2001م، بطولة علاء ولي الدين وأحمد حلمي وكريم عبد العزيز
- مسرحية ترا لم لم 2006م، بطولة سمير غانم وندى بسيوني وإيمي سمير غانم وغسان مطر

## وفاته
توفي المخرج هاني مطاوع يوم الجمعة 28 أغسطس 2015 عن عمر يناهز 71 سنة.